# بولاق
بولاق (بُلاق) أو بولاق أبو العلا هو حي قديم من أحياء مدينة القاهرة، يقع على ضفة النيل الشرقية مقابل جزيرة «الزمالك» وبولاق يعني الميناء.

## التَسميَّة

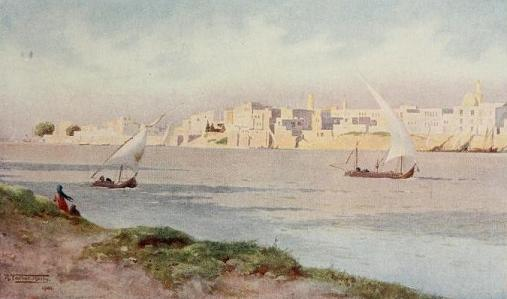

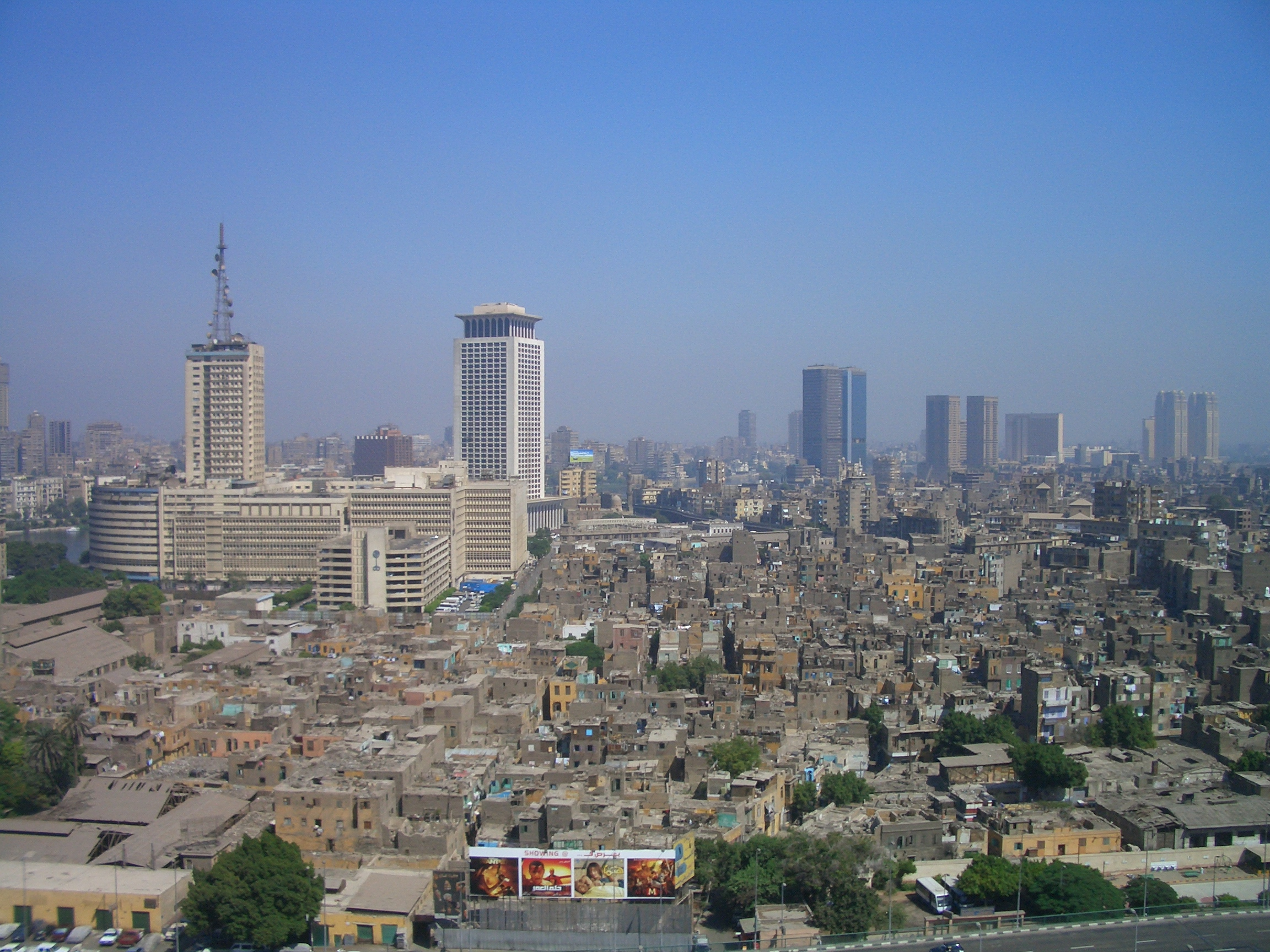
«شركس» أو «مثلث ماسبيرو» منطقة عشوائية أثارت خطط تطويرها الجدل.

قال الزَّبيدي في تاج العروس: (بُلاق) كغُراب، والعامَّة تقول (بُولاق) كطُوبار، مدينة كبيرة على ضفة النيل، على فرسخ من مِصر.
اختلف العديد في سبب التَسميَّة، فالبعض قال إن أصل الكلمة هو «بو» أي «الجميلة» بالفرنسيَّة، و«لاك» تعني بحيرة، أي أن معنى الكلمة «البحيرة الجميلة»، ثُمَّ غُيِّرت من «بولاك» إلى «بولاق»، ولكن لا يوجد ما يؤكد صحَّة هذا الكلام، حيث أن «بولاق» كانت موجودة قبل الحملة الفرنسية على مصر.

## التاريخ
أدى تحول نهر النيل باتجاه الغرب خاصةً بين عامي 1050 و1350، إلى إتاحة الأرض على جانبه الشرقي. هناك بدأ تطور منطقة البولاق تَحديدًا في القرن الخامس عشر. وفي نفس القرن (القرن الخامس عشر)، وتحديدًا في عهد السلطان برسباي، أصبح بولاق الميناء الرئيسي للقاهرة، في مصر.
قال الحافظ السَّخاوي: بولاق مدينة حادثة أوائل القرن الثامن الهجري بساحل نيل مصر وما يجاوره.
هي منطقة كثيفة السكان ملأى بورش صغيرة من الصناعات مثل المطبعة القديمة وصناعات المعادن ومحال الآلات، التي دعمت المراحل الأولى من بناء القاهرة. يسكنها طبقة عاملة مختلطة من جميع أنحاء مصر، الذين هاجروا إلى المدينة في القرن التاسع عشر للعمل في مشاريع الحاكم محمد علي. وفي الاتجاه الشمالي من المنطقة يقع الجزء الأكبر من أحدث المنشآت الصناعية في المدينة. يعود تاريخ بولاق إلى الحكم المملوكي في القرن الرابع عشر عندما كان موقع الميناء الرئيسي للقاهرة مليئًا بالعديد من الوكلاء والمساجد ومنازل التجار المتواجدة بالقرب من الميناء.

## المساجد
في بولاق ثلاثة مساجد أشهرها مسجد السلطان أبو العلا، وأكبرها مسجد سنان باشا، وأقدمها مسجد زين الدين يحيى، فالأول بُنِيَ عام 1485م، والثاني عام 1571م والثالث عام 1448م.
قال السَّخاوي: وفي بولاق من الجوامع عدَّة، من أقدمها: 
- جامع الخَطِيري (ويُعرف بجامع التوبة)، لعزِّ الدين أيْدِمُرْ الخَطِيري من خواصِّ الناصر محمد بن قَلاوون.
- وجامع الواسطي.
- وجامع الأسيوطي، الذي جدَّده ابن البارِزي بعده بدهر.[7]

## المشاكل
تعاني منطقة بولاق بسبب العشوائيات التي شملت سكان معظمهم قادمين من الأرياف والصعيد سكنت بعض المناطق مثل الفرنساوى والصحافة والعدوية ومنطقة الكنيسة والتي من خلال الإحصائيات تبين ان بها 10% من الهاربين من أحكام قضائية أو مسجلين خطرين.
كما تعاني معظم المباني من تهالك واضح البنية القديمة وعدم وجود وعي سكاني للترميم والتحسين مما يعرض معظم السكان لخطر الانهيارات وقد تجلى هذا بوضوح في زلزال 92 حيث تعد بولاق المنطقة الأولى في مصر من حيث الخسائر في هذه الحِقبة.

## رَوابط خَارجيَّة
- مبتدا (12 أبريل 2022). "كيف كان شكل حى بولاق أبو العلا عام 1857؟ (صورة)". www.mobtada.com. مؤرشف من الأصل في 2022-07-24. اطلع عليه بتاريخ 2022-07-24.